# Schönberg (Lauenburg)
 For alternative betydninger, se Schönberg. (Se også artikler, som begynder med Schönberg)
Schönberg er en kommune i det nordlige Tyskland, beliggende i Amt Sandesneben-Nusse i den nordvestlige del af Kreis Herzogtum Lauenburg. Kreis Herzogtum Lauenburg ligger i delstaten Slesvig-Holsten.

## Geografi
Schiphorst ligger omkring 28 km nordøst for Hamborg, 24 km sydvest for Lübeck, 15 kilometer nordvest for Mölln og cirka 19 km vest for Ratzeburg.